# Oberweilbach (Wüstung)
Koordinaten: 50° 3′ 7,6″ N, 8° 24′ 26,7″ O
Oberweilbach ist eine Wüstung auf dem Gebiet des heutigen Hofheim am Taunus in Südhessen. Sie liegt südwestlich von Diedenbergen am Weilbach.
Die urkundliche Ersterwähnung stammt aus einer Zeit um das Jahr 1280: Der Herr von Eppstein erhält aus superiori Wylebach an Zinsen 21 Simmer Hafer Binger Maß. In einer Urkunde aus dem Jahr 1222 wird Niederweilbach (das heutige Weilbach) erwähnt. Der Name Niederweilbach lässt den Schluss zu, dass es bereits zu dieser Zeit ein Oberweilbach gegeben haben muss. Urkundlich wurde der Ort unter verschiedenen Namen erwähnt, so als superiori Wylebach (um 1280), als zum hayne gegen Oberwilbach (1309) und als Oberwilbacher wege (1309).
Die Ortslage ist aus einer Landkarte von Wilhelm Dilich aus dem Jahr 1608 bekannt. Zu diesem Zeitpunkt war der Ort jedoch längst wüst gefallen. Im Jahr 1443 wurde der Ort letztmals als bewohnt bezeichnet, aber bereits 1457 muss er wüst gewesen sein.
Oberweilbach verfügte über eine Kapelle mit einem Petrusaltar. Der Altar wurde vor der Zerstörung der Kapelle im Jahr 1518 in die Kirche nach Wallau überführt. 1829 wurde im Bereich der Wüstung ein Trapezsarg aus der Zeit zwischen 950 und 1250 gefunden. Dieser Sarg stammt wahrscheinlich vom Friedhof von Oberweilbach. Der Steinsarg, das einzige Fundstück aus der Wüstung, ist heute im Hof des Museums Wiesbaden aufgestellt.
Heute erinnern die Flurnamen zu Oberweilbach, kleines und großes Oberweilbacherfeld und Oberweilbacher Wiesen an die Wüstung.